# Compsocerini
Compsocerini, tribus kornjaša (coleoptera), dio potporodice Cerambycinae.
Raširen je po Južnoj Americi. Postoji više rodova.

## Rodovi
1. Acabyara Napp & Martins, 2006
2. Achenoderus Napp, 1979
3. Acoremia Kolbe, 1893
4. Acrocyrtidus Jordan, 1894
5. Aglaoschema Napp, 1994
6. Callichromopsis Chevrolat, 1863
7. Caperonotus Napp, 1993
8. Chaetosopus Napp & Martins, 1988
9. Chlorethe Bates, 1867
10. Compsoceridius Bruch, 1908
11. Compsocerus Lacordaire, 1830
12. Compsopyris Dalens, Touroult & Tavakilian, 2010
13. Cosmisomopsis Zajciw, 1960
14. Cosmoplatidius Gounelle, 1911
15. Dilocerus Napp, 1980
16. Ecoporanga Napp & Martins, 2006
17. Eduardiella Holzschuh, 1993
18. Evgenius Fåhraeus, 1872
19. Goatacara Napp & Martins, 2006
20. Holosphaga Aurivillius, 1916
21. Hylorus Thomson, 1864
22. Latecyrtidus Vives & Niisato, 2011
23. Maripanus Germain, 1898
24. Mimochariergus Zajciw, 1960
25. Mombasius Bates, 1879
26. Orthostoma Lacordaire, 1830
27. Paramombasius Fuchs, 1966
28. Platycyrtidus Vives & Niisato, 2011
29. Protuberonotum Barriga & Cepeda, 2004
30. Pseudocallidium Plavilstshikov, 1934
31. Rosalia Audinet-Serville, 1833
32. Upindauara Napp & Martins, 2006
33. Villiersocerus Lepesme, 1950

## Vanjske poveznice
|  | Zajednički poslužitelj ima još gradiva o temi Compsocerini |
|  | Wikivrste imaju podatke o taksonu Compsocerini             |